# Лепсе (судно)
Ле́псе — судно-заправщик атомного ледокольного флота России. Принадлежит ФГУП «Атомфлот». В 1988 году судно выведено из эксплуатации, а в 1990 году переведено в категорию стоечных судов. В пеналах и кессонах хранилища отработавшего ядерного топлива (ОЯТ) судна размещено 639 отработавших тепловыделяющих сборок (ОТВС), часть из которых повреждена.

## История
Судно было названо в память участника трёх русских революций рабочего Ивана Лепсе и заложено на Николаевской верфи в 1934 году. Его строительство продолжалось вплоть до начала второй мировой войны.
Теплоход «Лепсе» был поднят со дна Чёрного моря после окончания Великой Отечественной войны.

## Заправщик атомного флота
В 1959 году при постройке атомного ледокола «Ленин» выяснилось, что для нормальной эксплуатации ледокола необходимо судно сопровождения, специально оборудованное для приёма радиоактивных отходов и охлаждающих вод реакторных контуров. Выбор специалистов пал на сухогруз «Лепсе» из-за очень прочного по тем временам корпуса. И уже в 1961 году Адмиралтейский завод в Ленинграде переоборудовал судно для новых целей.
В период с 1963 по 1981 год «Лепсе» провёл 14 операций по перезарядке ядерного топлива на атомных ледоколах «Ленин», «Арктика» и «Сибирь». В 1981 году судно переоборудовали в хранилище отработавшего ядерного топлива, радиоактивных отходов, оснастки.
При этом урановые тепловыделяющие стержни с ледокола «Ленин» находились на «Лепсе» с момента аварии с недостаточным количеством теплоносителя, имевшей место в 1960-х, до 2011 года. Уровень гамма-излучения в отсеке с этими стержнями, многие из которых частично разрушены, а также в соседних отсеках превышал естественный уровень в несколько тысяч раз.

## Авария
В 1984 году судно отправилось в свой последний рейс и в Карском море попало в сильный шторм. Радиоактивная вода выплеснулась в помещение хранилища, и потом его не удалось полностью дезактивировать. С тех пор уровни радиации во всех помещениях «Лепсе» остаются высокими, что мешает его утилизации. С конца 1980-х годов «Лепсе» стояло у причала, представляя собой все большую потенциальную ядерную и радиационную угрозу.
10 сентября 1986 года было принято специальное постановление ЦК КПСС и Совета министров СССР о проекте по утилизации судна.

## Современное состояние
В хранилищах судна размещено 639 тепловыделяющих сборок с ОЯТ, часть из которых повреждена, причём выгрузка части этих сборок из хранилища штатным способом невозможна. Всего на судне, построенном ещё в 1934 году, до сих пор хранится суммарно 260 кг урана (U-235), 156 кг продуктов деления и 8 кг плутония (Pu-239). Активность ОЯТ в хранилище в настоящее время составляет около 680 тыс. кюри, что соизмеримо с активностью выброса при аварии на ПО «Маяк» в 1957 году.
Утилизация «Лепсе» включена в список девяти первоочередных проектов Стратегического мастер-плана, разработанного по заказу Европейского банка реконструкции и развития. Утилизация данного судна обойдётся свыше 43 миллионов евро. Начало выгрузки ОЯТ из баков хранилища «Лепсе» запланировано на конец 2018 года. Выгрузку отработавшего ядерного топлива из ПТБ «Лепсе» планируется завершить не позднее 2020 года.
С 2008 года проект по утилизации «Лепсе» выполняется Федеральным центром ядерной и радиационной безопасности -АО ФЦЯРБ (предприятие Госкорпорации «Росатом») при поддержке Европейского банка реконструкции и развития (ЕБРР).
Из федерального бюджета России на проект утилизации было выделено порядка 250 миллионов рублей, из них около 200 миллионов — средства на обращение с ОЯТ. Зарубежные средства направлены на утилизацию самого судна.
14 сентября 2012 на буксире судно вышло в свой последний поход к предприятию утилизации.
В декабре 2013 года на СРЗ «Нерпа» был осуществлён второй этап работ по подготовке «Лепсе» к утилизации. Судно отбуксировали с площадки временного хранения к набережной № 1. Там предполагается провести работы по демонтажу части надстроек и подготовить судно к постановке на стапельную плиту.
В октябре 2014 года плавтехбаза «Лепсе» переведена на открытую стапельную плиту.
К концу 2016 года судно разделано на несколько частей. Относительно чистые надстройки, машинное отделение и носовая часть судна утилизированы. Отсек с радиоактивными отходами заключён в капсулу и подготовлен к длительному хранению на берегу. Отсек с отработавшим топливом готовится к выгрузке топлива, для чего строится береговая инфраструктура. Предполагается её готовность к 2018 году. Все работы по утилизации «Лепсе» планируется завершить к 2020 году.
23 ноября 2023 г. в Мурманской области завершилась более чем десятилетняя история утилизации плавучей технической базы (ПТБ) «Лепсе», которая обеспечивала работу первых атомных ледоколов и чье хранилище отработавшего ядерного топлива много лет представляло значительный экологический риск для региона. На свое место в хранилище реакторных отсеков, расположенном в Сайда-Губе, встала последняя — носовая — блок-упаковка с дезактивированными фрагментами судна.